# Hóquei sobre a grama nos Jogos Sul-Americanos de 2006
O hóquei sobre a grama foi disputado nos Jogos Sul-Americanos de 2006 em sua sede principal, Buenos Aires, nas competências masculina e feminina.
Em ambas competências, a Argentina assegurou as medalhas de ouro correspondentes, evidenciando sua hegemonia no cenário continental deste esporte.

## Regulamento
Ambas as competências tiveram duas fases distintas. Na primeira, todos se enfrentaram em pontos corridos. A segunda etapa reservou a disputa pelas medalhas de bronze (entre os 3º e 4º colocados) e de ouro (entre os 1º e 2º colocados).
As seleções que asseguraram presença nas decisões pelo ouro sul-americano garantiram, também, as vagas do continente para os Jogos Pan-Americanos de 2007, celebrados na cidade do Rio de Janeiro, Brasil. Caso os selecionados brasileiros avançassem às finais, automaticamente a segunda vaga ficaria com os medalhistas de bronze.

#### Controvérsia
Com os problemas ocasionados desde que La Paz havia declinado como sede destes Jogos Sul-Americanos, os argentinos tiveram um ano para preparar o evento multi-desportivo. Temendo repetir-se o ocorrido com esportes como o futebol e o vôlei, optou-se por validar as partidas de hóquei sobre a grama realizadas nestes Jogos também para o segundo Campeonato Sul-Americano do desporto, em ambas as modalidades.

## Participantes
Para estes Jogos Sul-Americanos, se fizeram presentes as seguintes equipes nas disputas masculina e feminina:
- Masculino: Argentina, Brasil, Chile e Uruguai.
- Feminino: Argentina, Brasil, Chile, Peru e Uruguai.

O Paraguai estava listado para participar em ambas competências deste esporte, porém acabou declinando.

## Torneio masculino
Seguem-se, abaixo, as partidas realizadas no torneio masculino deste esporte.

### Primeira Fase
1ª rodada
| 9 de novembro |     |      |         |  |  |
| Uruguai       | 3–1 | Peru | Reporte |  |  |

| 9 de novembro |     |        |         |  |  |
| Chile         | 9–1 | Brasil | Reporte |  |  |

2ª rodada
| 11 de novembro |     |       |         |  |  |
| Uruguai        | 0–6 | Chile | Reporte |  |  |

| 11 de novembro |     |           |         |  |  |
| Peru           | 0–9 | Argentina | Reporte |  |  |

3ª rodada
| 12 de novembro |      |       |         |  |  |
| Peru           | 0–10 | Chile | Reporte |  |  |

| 12 de novembro |      |        |         |  |  |
| Argentina      | 15–0 | Brasil | Reporte |  |  |

4ª rodada
| 14 de novembro |     |        |         |  |  |
| Peru           | 2–0 | Brasil | Reporte |  |  |

| 14 de novembro |     |           |         |  |  |
| Uruguai        | 0–7 | Argentina | Reporte |  |  |

5ª rodada
| 16 de novembro |     |         |         |  |  |
| Brasil         | 2–4 | Uruguai | Reporte |  |  |

| 16 de novembro |     |           |         |  |  |
| Chile          | 0–0 | Argentina | Reporte |  |  |

#### Classificação Final - Primeira Fase
| Equipe    | Pts | J | V | E | D | GF | GC | Saldo |
| --------- | --- | - | - | - | - | -- | -- | ----- |
| Argentina | 10  | 4 | 3 | 1 | 0 | 31 | 0  | +31   |
| Chile     | 10  | 4 | 3 | 1 | 0 | 25 | 1  | +24   |
| Uruguai   | 6   | 4 | 2 | 0 | 2 | 7  | 16 | -9    |
| Peru      | 3   | 4 | 1 | 0 | 3 | 3  | 22 | -19   |
| Brasil    | 0   | 4 | 0 | 0 | 4 | 3  | 30 | -27   |

- Convenções: Pts = pontos, J = jogos, V = vitórias, E = empates, D = derrotas, GF = gols feitos, GC = gols contra, Saldo = diferença de gols.
- Critérios de pontuação: vitória = 3, empate = 1, derrota = 0.
- Argentina e Chile asseguraram presença nos Jogos Pan-Americanos de 2007.

### Fase Final

#### Disputa do Bronze
| 19 de novembro |                |      |         |  |  |
| Uruguai        | 0–0 (pen: 0-3) | Peru | Reporte |  |  |

#### Disputa do Ouro
| 19 de novembro |     |       |         |  |  |
| Argentina      | 6–0 | Chile | Reporte |  |  |

## Torneio feminino
Seguem-se, abaixo as partidas realizadas pelo torneio feminino deste esporte.

### Primeira Fase
| 9 de novembro |     |        |         |  |  |
| Uruguai       | 6–0 | Brasil | Reporte |  |  |

| 10 de novembro |      |        |         |  |  |
| Argentina      | 10–0 | Brasil | Reporte |  |  |

| 12 de novembro |     |         |         |  |  |
| Chile          | 2–0 | Uruguai | Reporte |  |  |

| 14 de novembro |     |       |         |  |  |
| Argentina      | 6–0 | Chile | Reporte |  |  |

| 16 de novembro |      |        |         |  |  |
| Chile          | 10–0 | Brasil | Reporte |  |  |

| 16 de novembro |     |           |         |  |  |
| Uruguai        | 0–3 | Argentina | Reporte |  |  |

#### Classificação Final - Primeira Fase
| Equipe    | Pts | J | V | E | D | GF | GC | Saldo |
| --------- | --- | - | - | - | - | -- | -- | ----- |
| Argentina | 9   | 3 | 3 | 0 | 0 | 19 | 0  | +19   |
| Chile     | 6   | 3 | 2 | 0 | 1 | 12 | 6  | +6    |
| Uruguai   | 3   | 3 | 1 | 0 | 2 | 6  | 5  | +1    |
| Brasil    | 0   | 3 | 0 | 0 | 3 | 0  | 26 | -26   |

- Convenções: Pts = pontos, J = jogos, V = vitórias, E = empates, D = derrotas, GF = gols feitos, GC = gols contra, Saldo = diferença de gols.
- Critérios de pontuação: vitória = 3, empate = 1, derrota = 0.
- Argentina e Chile asseguraram presença nos Jogos Pan-Americanos de 2007.

### Fase Final

#### Disputa do Bronze
| 19 de novembro |     |        |         |  |  |
| Uruguai        | 4–0 | Brasil | Reporte |  |  |

#### Disputa do Ouro
| 19 de novembro |     |       |         |  |  |
| Argentina      | 4–0 | Chile | Reporte |  |  |

## Medalhas
| Ordem | País      | Medalha de ouro | Medalha de prata | Medalha de bronze | Total |
| ----- | --------- | --------------- | ---------------- | ----------------- | ----- |
| 1     | Argentina | 2               |                  |                   | 2     |
| 2     | Chile     |                 | 2                |                   | 2     |
| 3     | Peru      |                 |                  | 1                 | 1     |
| 3     | Uruguai   |                 |                  | 1                 | 1     |
| TOTAL | TOTAL     | 2               | 2                | 2                 | 6     |

## Ligação externa
- Site oficial dos Jogos Sul-Americanos Buenos Aires-2006, salvo no portal Wayback Machine